# Большие Поляны (Воскресенский район)
Больши́е Поля́ны — деревня в Воскресенском районе Нижегородской области. Входит в состав Воздвиженского сельсовета.

## География
Деревня находится у реки Ижма, на расстоянии примерно 18 км (по прямой) к северо-востоку от посёлка Воскресенское, административного центра района.

### Часовой пояс
Деревня Большие Поляны, как и вся Нижегородская область, находится в часовой зоне МСК (московское время). Смещение применяемого времени относительно UTC составляет +3:00.

## История
Деревня основана предположительно в 1910-х годах. В 1925 году было отмечено 964 жителя.

## Население
| 1999 | 2002 | 2010 |
| ---- | ---- | ---- |
| 233  | ↘182 | ↘147 |

### Национальный состав
Согласно результатам переписи 2002 года, в национальной структуре населения русские составляли 99 % из 182 чел.